# Parafia św. Kewina w Geebung
Parafia św. Kewina w Geebung – parafia rzymskokatolicka, należąca do archidiecezji Brisbane.
Przy parafii funkcjonuje katolicka szkoła podstawowa św. Kewina.